# Badminton bei den Chinesischen Nationalspielen
Bei den Chinesischen Nationalspielen werden im Badminton fünf Einzeldisziplinen und zwei Teamwettbewerbe ausgetragen.

## Die Titelträger
| Saison | Herreneinzel | Dameneinzel   | Herrendoppel              | Damendoppel               | Mixed                     | Herrenteam | Damenteam            |
| ------ | ------------ | ------------- | ------------------------- | ------------------------- | ------------------------- | ---------- | -------------------- |
| 1959   | Wang Wenjiao | Chen Jiayan   | Wang Wenjiao Chen Fushou  | Chen Jiayan Huang Bin     | Chen Fushou Chen Jiayan   | -          | -                    |
| 1965   | Tang Xianhu  | Chen Yuniang  | Lin Jiancheng Wu Junsheng | Chen Yuniang Lin Jianying |                           | Fujian     | Hubei                |
| 1975   | Tang Xianhu  | Liang Qiuxia  | Tang Xianhu Wu Junsheng   | Li Fang Liang Qiuxia      | Wu Junsheng Qiu Yufang    | Fujian     |                      |
| 1979   | Yan Yujiang  | Liu Xia       | Sun Zhian Zhao Xinhua     | Qiu Yufang Chen Xiuyu     | Li Mao Fu Chun’e          | Fujian     | Shanghai             |
| 1983   | Han Jian     | Li Lingwei    | Sun Zhian Zhao Jianhua    | Lin Ying Wu Dixi          | Lin Jiangli Lin Ying      | Liaoning   | Guangdong            |
| 1987   | Yang Yang    | Li Lingwei    | Tian Bingyi Li Yongbo     | Han Aiping Li Lingwei     | Zhou Jincan Lin Ying      | Jiangsu    | Fujian               |
| 1993   | Zhao Jianhua | Tang Jiuhong  | Chen Hongyong Zheng Yumin | Yao Fen Lin Yanfen        | Zhao Jianhua Sun Man      | Fujian     | Jiangsu              |
| 1997   | Chen Gang    | Ye Zhaoying   | Jiang Xin Liu Yong        | Gu Jun Ge Fei             | Liu Yong Ge Fei           | Jiangsu    | Hunan                |
| 2001   | Luo Yigang   | Gong Zhichao  | Zhang Wei Wang Wei        | Yang Wei Zhang Jiewen     | Sun Jun Ge Fei            | Jiangsu    | Hunan                |
| 2005   | Lin Dan      | Jiang Yanjiao | Zhang Jun Cai Yun         | Gao Ling Wei Yili         | Zheng Bo Huang Sui        | Jiangsu    | Jiangsu              |
| 2009   | Lin Dan      | Wang Lin      | Xu Chen Cai Yun           | Du Jing Yu Yang           | He Hanbin Zhao Tingting   | Jiangsu    | Jiangsu              |
| 2013   | Lin Dan      | Li Xuerui     | Guo Zhendong Hong Wei     | Zhao Yunlei Wang Xiaoli   | Lu Kai Yu Yang            | Fujian     | Volksbefreiungsarmee |
| 2017   | Lin Dan      | Chen Yufei    | Wang Yilu Liu Cheng       | Luo Ying Luo Yu           | Zheng Siwei Chen Qingchen | Peking     | Jiangsu              |
| 2021   | Shi Yuqi     | Chen Yufei    | Zhou Haodong Wang Chang   | Chen Qingchen Jia Yifan   | Wang Yilu Huang Dongping  | Fujian     | Hubei                |
| 2025   |              |               |                           |                           |                           |            |                      |